# SSE COMMUNICATIONS
SSE COMMUNICATIONS（以下、SSE）はかつて日本に存在したインディーズレーベル。YBO2の北村昌士によって運営された。

## 概要
80年代のインディーズブームの一翼を担ったTRANS RECORDSの後身レーベルとしてスタート。数多くの優良アーティストの作品をリリースした。2001年頃閉鎖。

## SSEからリリースした主なアーティスト
- BACTERIA
- 電気グルーヴ
- ボアダムス
- differance
- dip
- エレキブラン
- 黒百合姉妹
- 発狂一直線
- さかな
- ヤマジカズヒデ
- 割礼
- 黒色エレジー
- HOUSESIDE